# 邱延鹏
邱延鹏（1956年11月—），山东无棣人，中国人民解放军海军中将。

## 生平
曾任东海舰队驱逐舰6支队支队长，东海舰队副司令员。2009年，率领中国人民解放军海军第四批护航编队，执行中国人民解放军海军索马里护航行动。2014年1月任中国人民解放军济南军区副司令员兼北海舰队司令员，2014年7月任中国人民解放军海军参谋长。2015年7月晋升为海军中将。2017年12月改任海军副司令员。